# Fanfar
Fanfar (fr. fanfare), kort smattrande musiksats, företrädesvis för trumpeter eller valthorn och i regel bara på treklangens toner. Den nyttjas såsom signal i krig eller på jakt; ävenså vid festliga tillfällen, i vilket fall ordet motsvaras av det engelska "flourish" och det tyska "tusch".